# Liste von Artillerie gemäß den Kennblättern fremden Geräts D 50/4 und D50/5 und D 50/6

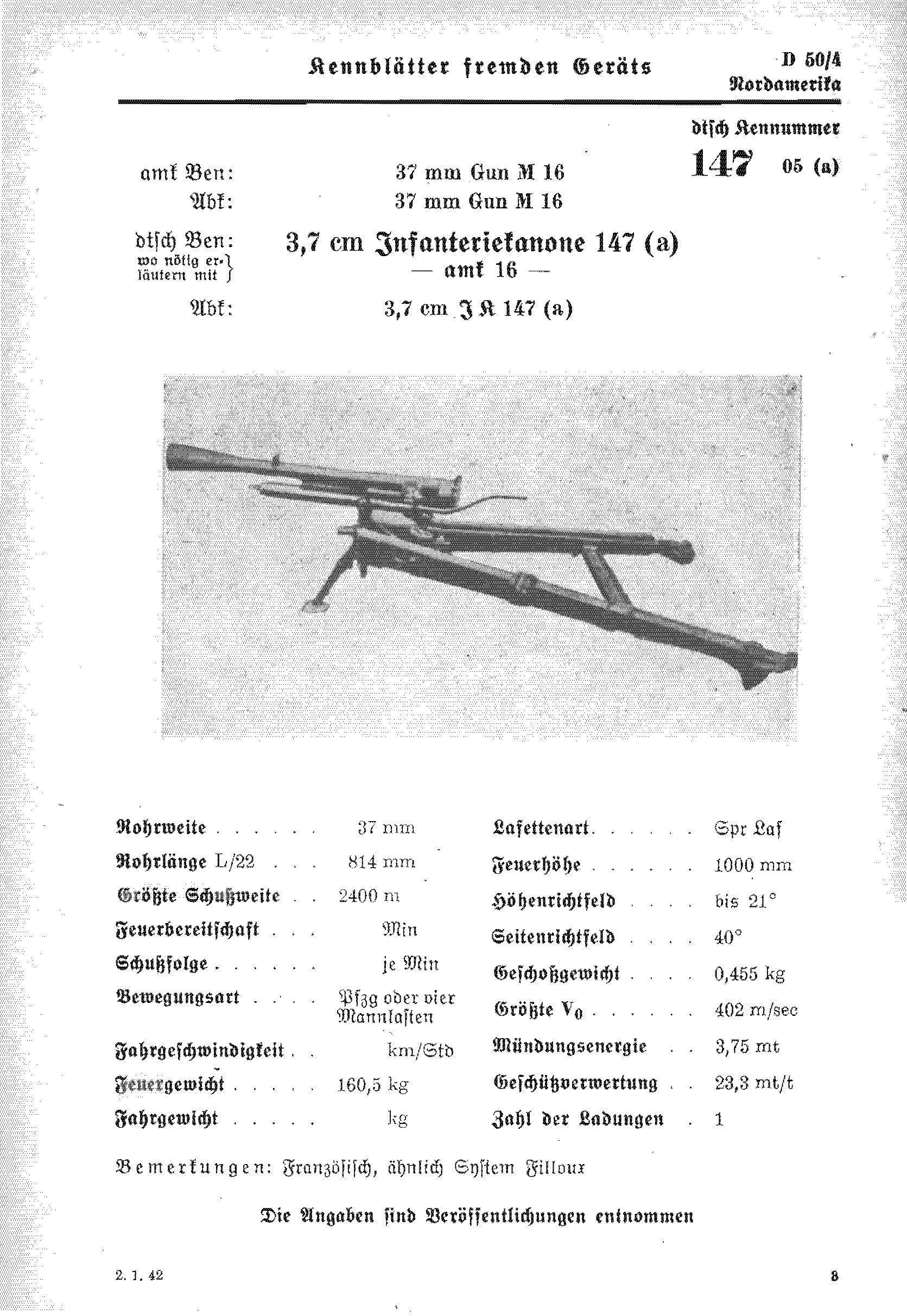
Kennblattbeispiel zu
D 50/4 Nr 147 05 (a)

In dieser Liste von Artillerie gemäß den Kennblättern fremden Geräts D 50/4, D 50/5 und D 50/6 werden Fremdgeräte vom Typ Artillerie aufgeführt, die vom Heereswaffenamt verzeichnet wurden.
Nachfolgend ein Überblick/Auszug zur offiziellen Dokumentation Kennblätter fremden Geräts D 50/4: leichte Geschütze, D 50/5: Schwere Geschütze und D 50/6: Schwerste Geschütze.

## Hinweise zur Liste
Aufbau der Tabelle
Untenstehende Tabelle führt folgenden Spalteninhalte:
- dtsch. Kennnr. (deutsche Kenn-Nummer), dies entspricht dem Originalindex in den Kopfzeilen der Kennblätter mit Kennnummer, Stoffgebietenummer und Beutezeichen.
- Abk. dtsch. Ben. (Abkürzung deutsche Benennung), Originalbezeichnung entnommen aus der fünften Zeile der Kennblätter.
- Landesbez. nach HWA (Heereswaffenamt), Originalangaben entnommen aus der ersten Zeile der Kennblätter.
- (Wikipedia-Artikel) Link zum Wikipedia-Artikel in runden Klammern in der zweiten Zeile unter Landesbez. nach HWA.
- Bild, eine Bildauswahl aus Wikipedia für dieses Objekt.
- Kal. cm (Kaliber), entnommen aus den technischen Angaben der Kennblätter.
- Bemerkungen, Originalangaben entnommen aus den erweiterten Angaben der Kennblätter.

 Info: Die in der Tabelle angegebenen Originaleinträge sollen nicht geändert werden, weil diese den Angaben aus den Kennblättern entsprechen. Nach neuerem Forschungsstand sind teilweise Errata in den Kennblättern erkannt worden. Diese werden unten im Abschnitt Anmerkungen jeweils zur Kenn-Nummer erläutert. Die Wikilinks in den runden Klammern sollten das Lemma der entsprechenden Artikel in Wikipedia enthalten.

## Tabellarische Übersicht

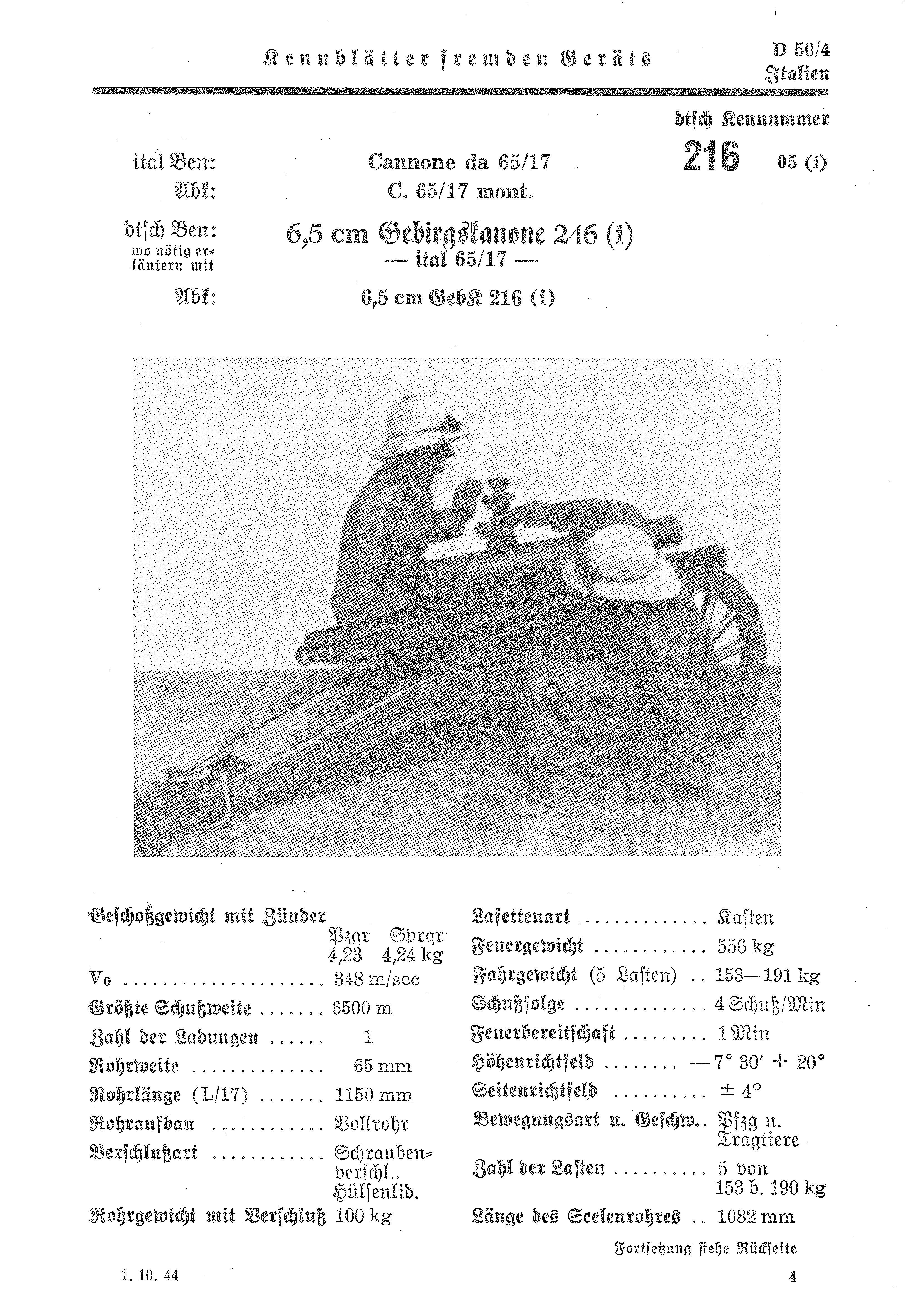
Kennblattbeispiel zu D 50/4 Nr 216 05 (i)
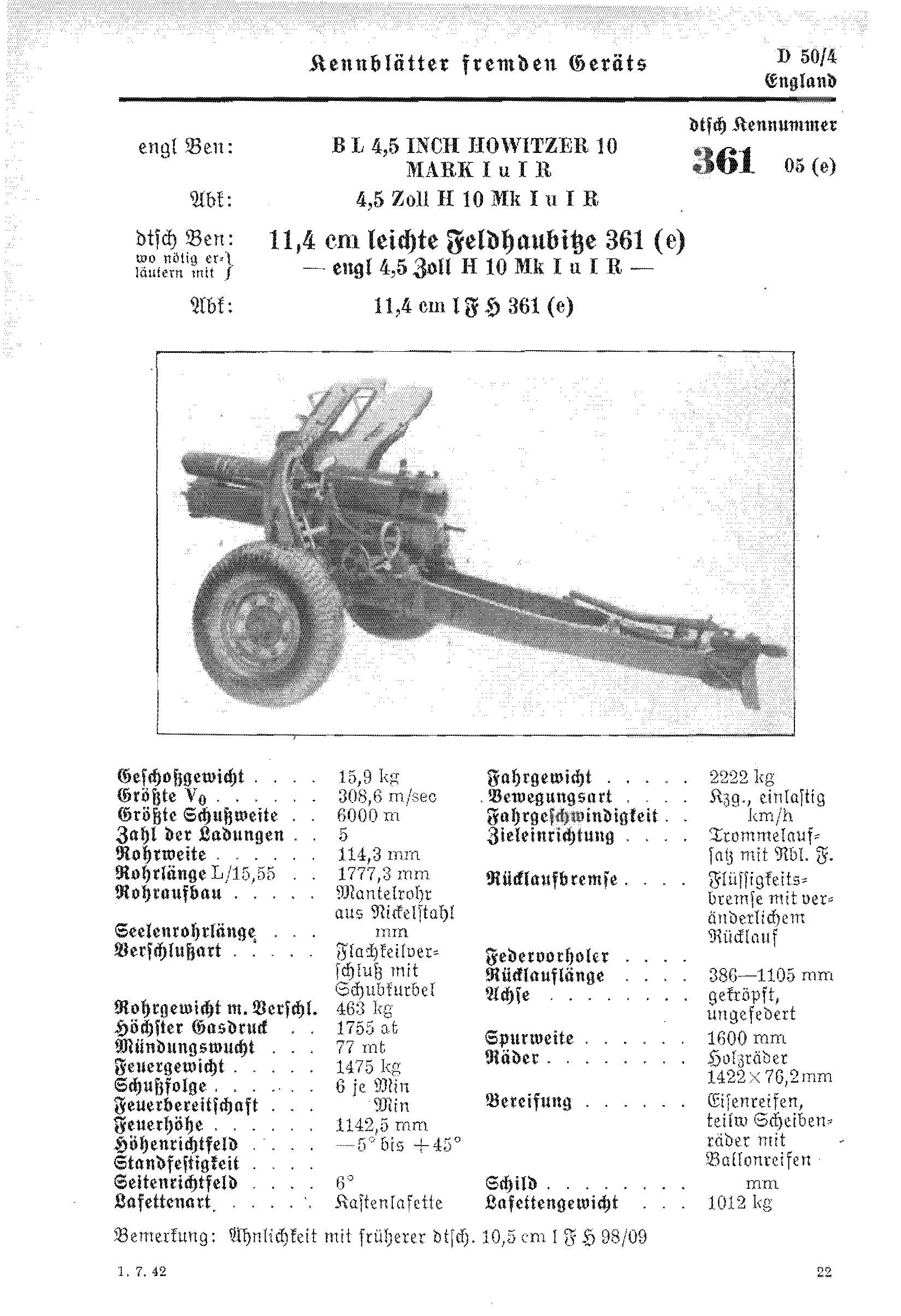
Kennblattbeispiel zu D 50/4 Nr 361 05 (e)
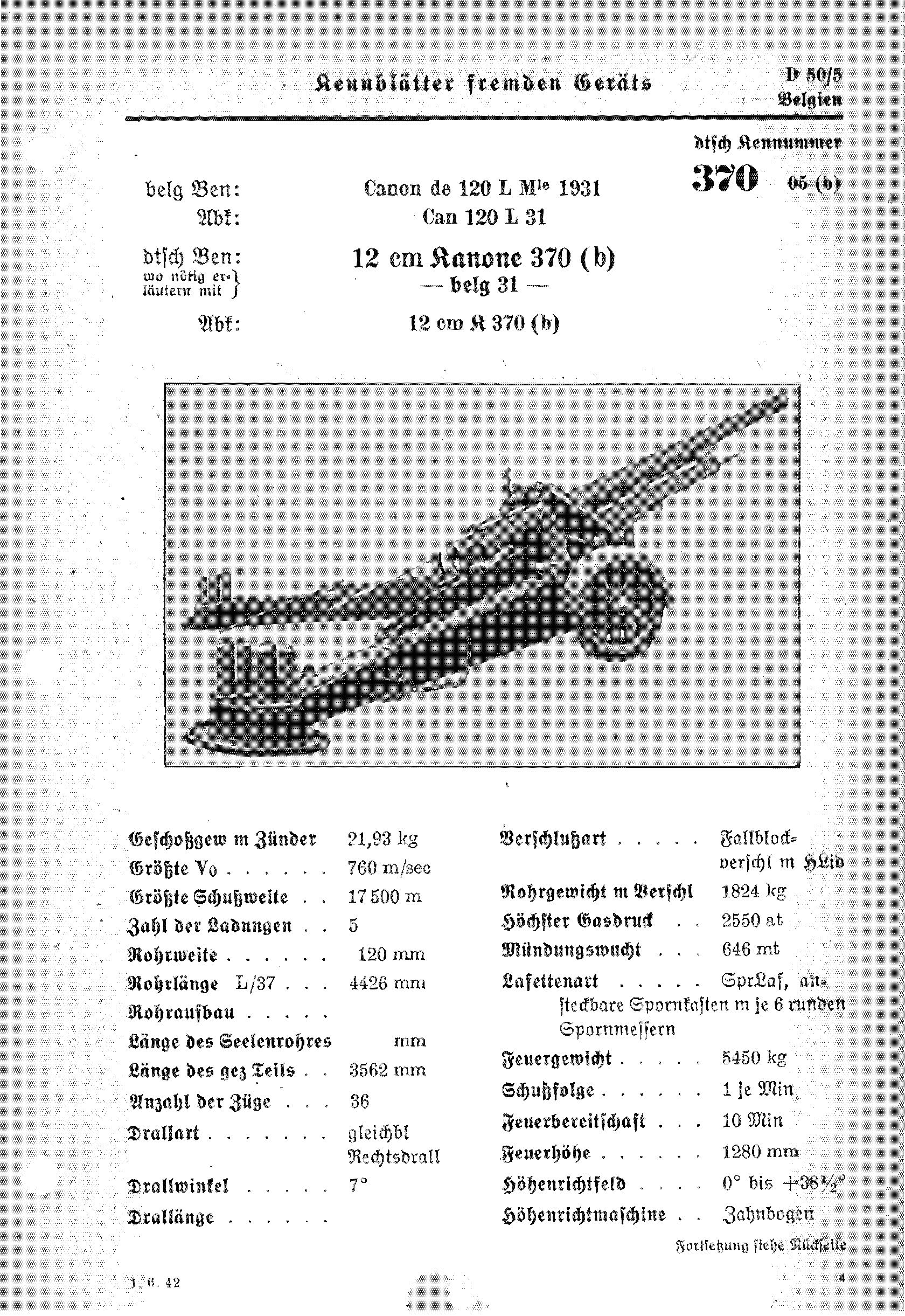
Kennblattbeispiel zu D 50/5 Nr 370 05 (b)
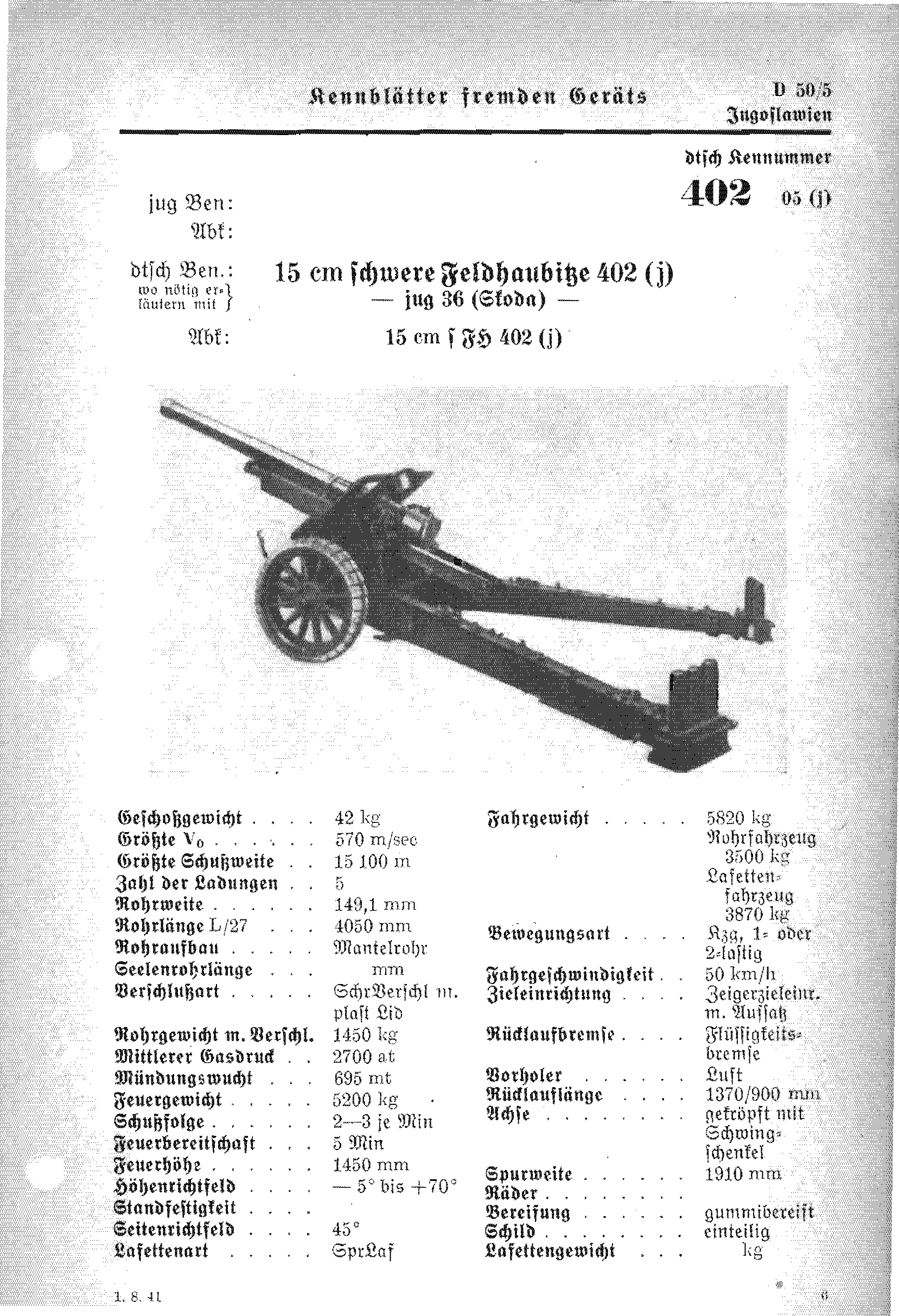
Kennblattbeispiel zu D 50/5 Nr 402 05 (j)
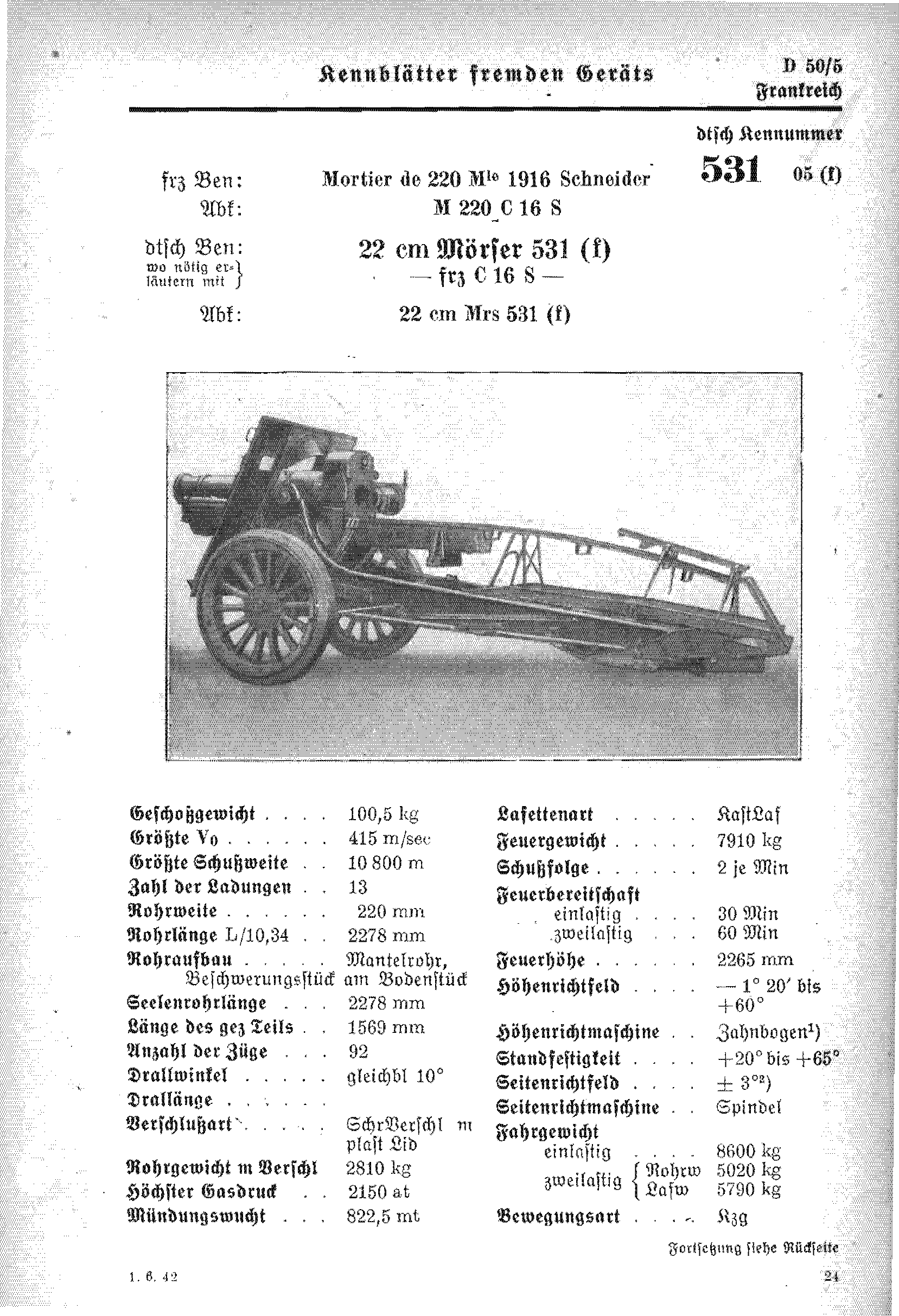
Kennblattbeispiel zu D 50/5 Nr 531 05 (f)
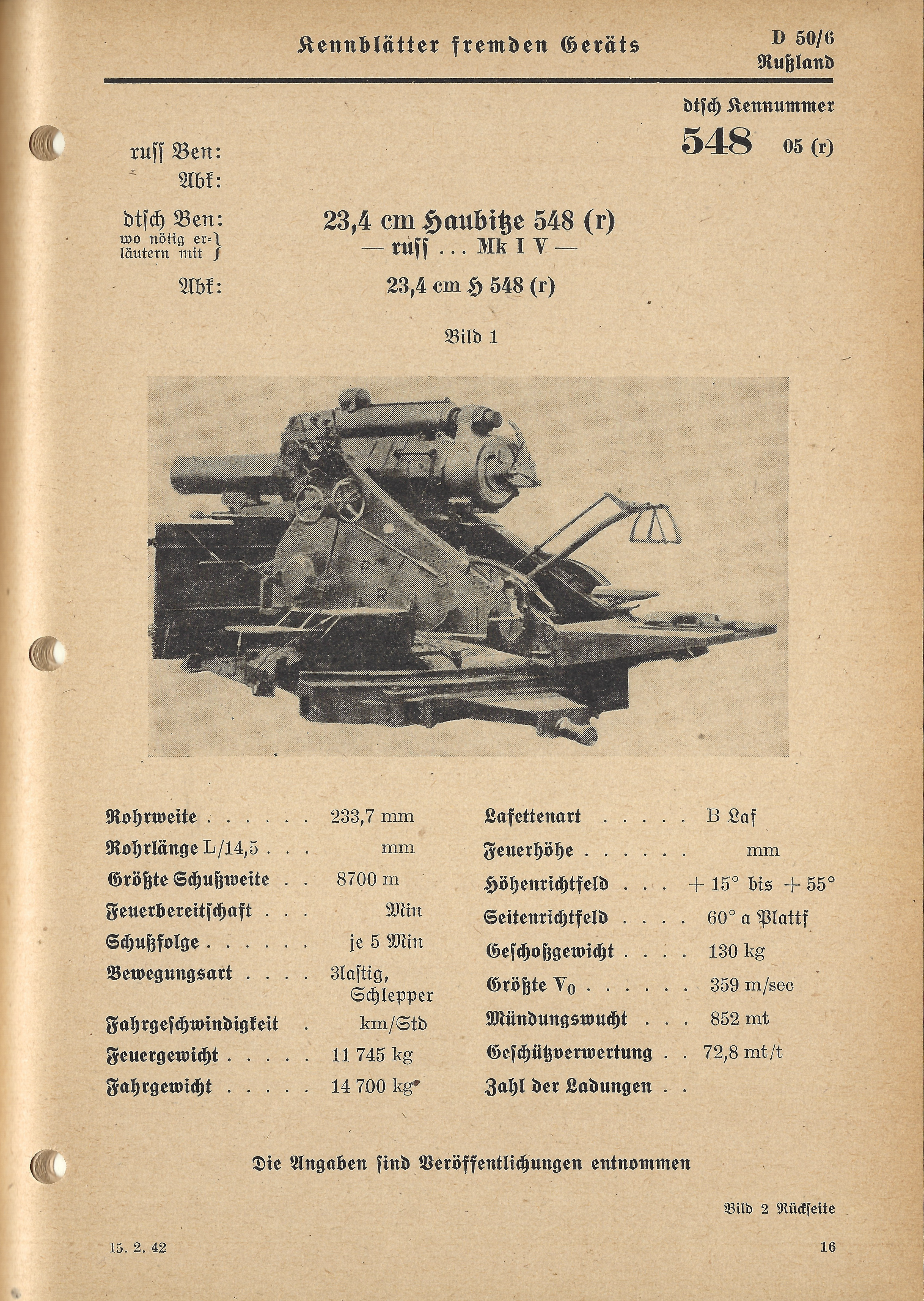
Kennblattbeispiel zu D 50/6 Nr 548 05 (r)
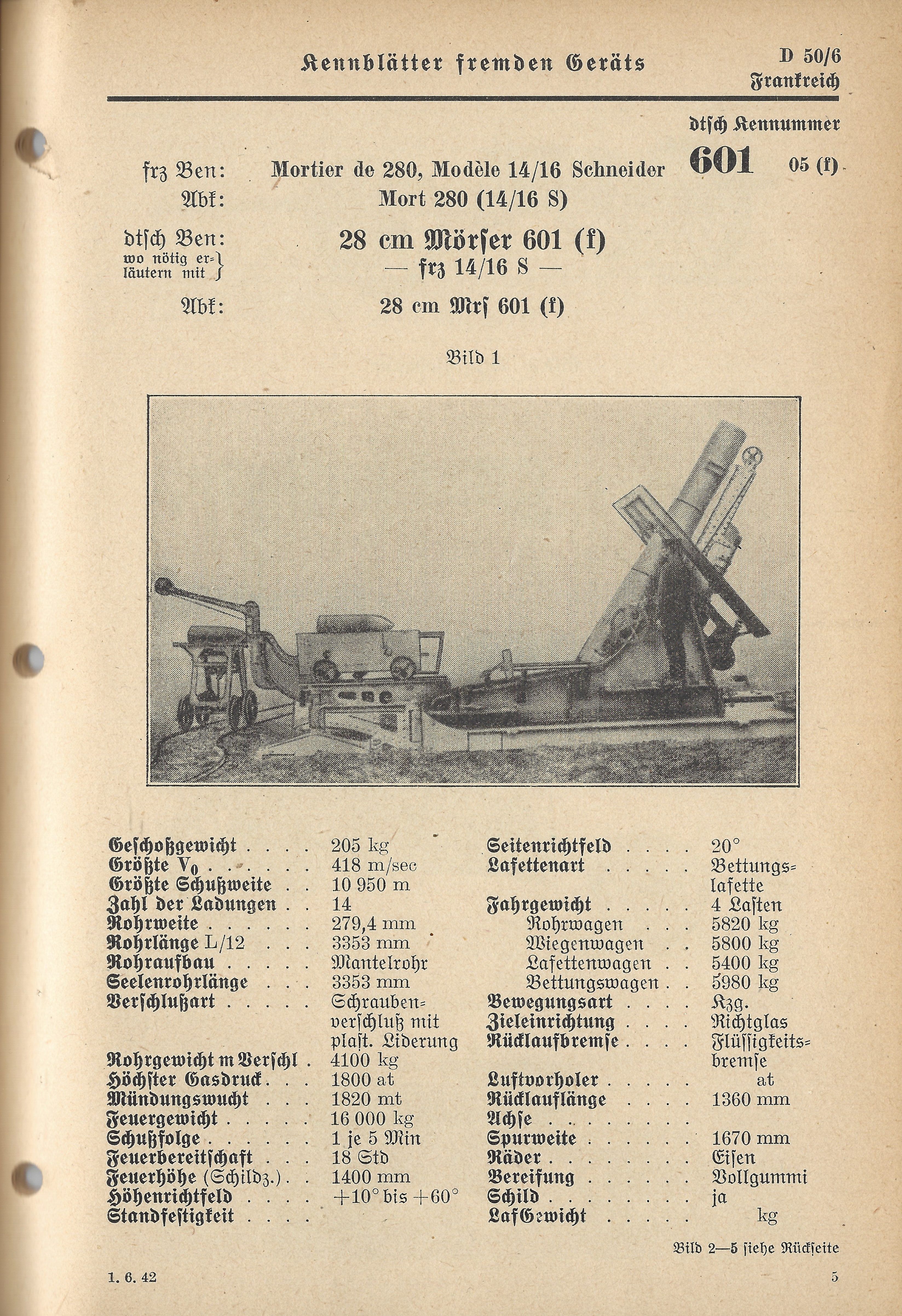
Kennblattbeispiel zu D 50/6 Nr 601 05 (f)
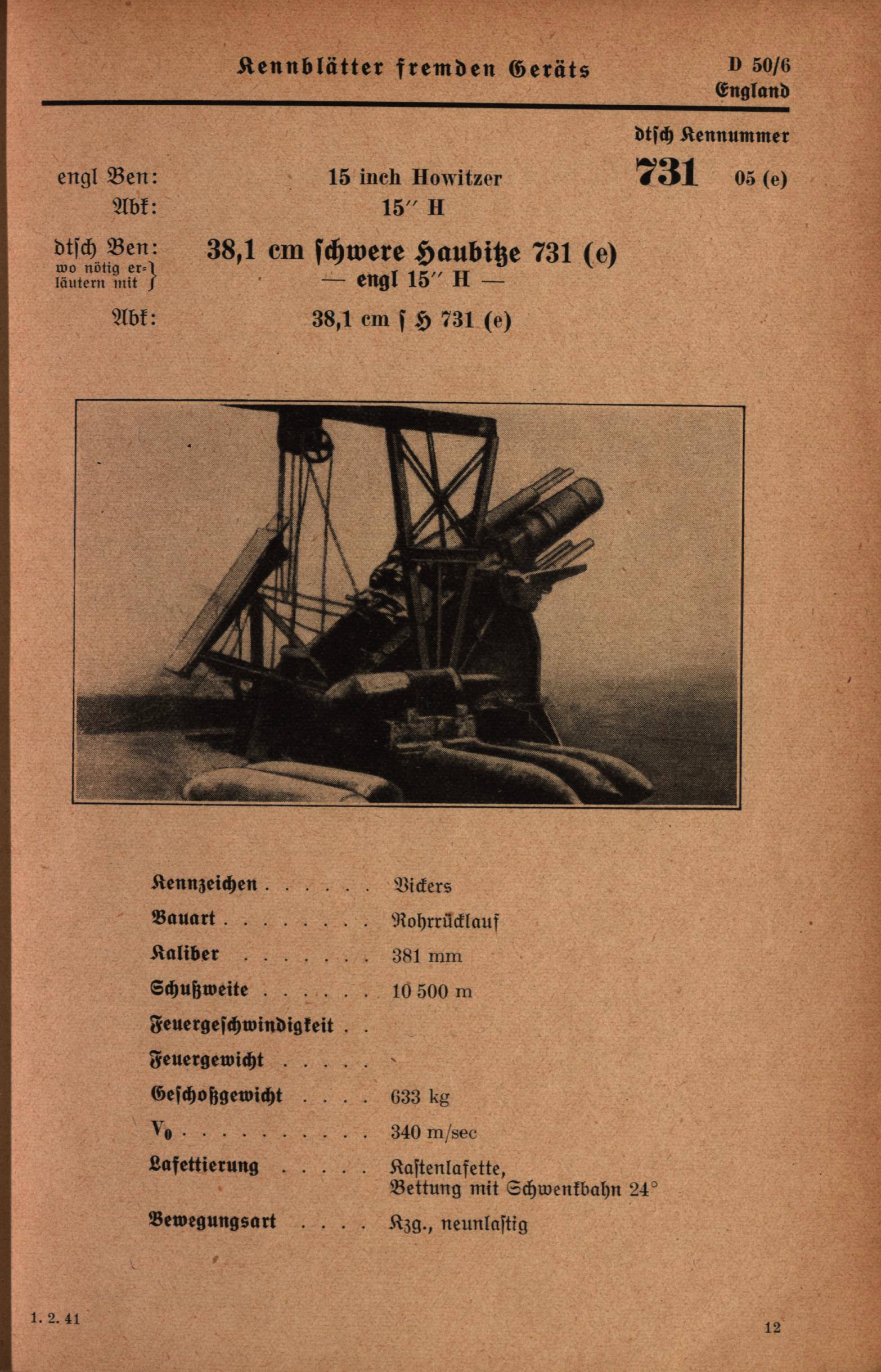
Kennblattbeispiel zu D 50/6 Nr 731 05 (e)

| dtsch. Kennr. | Abk. dtsch. Ben.           | Landesbez.nach HWA (Wikipedia-Artikel)                                                                             | Bild         | Kal. cm | Bemerkungen |
| ------------- | -------------------------- | --- | ------------ | ------- | --- |
| 142 05 (j)    | 3,7 cm Inf. K. 142 (j)     | in D 50/4 keine Angabe (Canon d’Infanterie de 37 modèle 1916 TRP)                                                  |              | 3,7     | |
| 145 05 (r)    | 3,7 cm I. G. 145 (r)       | in D 50/4 keine Angabe (37-mm McClean Automatikkanone Mk. III)                                                     |              | 3,7     | Angaben sind aus Veröffentlichungen entnommen |
| 146 05 (r)    | 3,7 cm I. G. 146 (r)       | in D 50/4 keine Angabe (37-mm-Infanteriegeschütz Modell 1915)                                                      |              | 3,7     | Angaben sind aus Veröffentlichungen entnommen |
| 147 05 (a)    | 3,7 cm I. K. 147 (a)       | 37 mm Gun M 16 (Canon d’Infanterie de 37 modèle 1916 TRP)                                                          |              | 3,7     | aus Frankreich importiert, ähnlich System Filloux |
| 152 05 (f)    | 3,7 cm I. K. 152 (f)       | Canon d’Infanterie de 37 mle 1916 TRP (Canon d’Infanterie de 37 modèle 1916 TRP)                                   |              | 3,7     | |
| 186 05 (r)    | 4,5 cm I. H. 186 (r)       | in D 50/4 keine Angabe (45-mm- Infanteriehaubitze 29K)                                                             | Bilderwunsch | 4,5     | Angaben sind aus Veröffentlichungen entnommen |
| 216 05 (i)    | 6,5 cm Geb. K. 216 (i)     | in D 50/4 keine Angabe (65-mm-Gebirgsgeschütz)                                                                     |              | 6,5     | |
| 221 05 (f)    | 6,5 cm Geb. K. 221 (f)     | Canon de 65 M (montagne) Mle 1906 (Canon de 65 mm de montagne modèle 1906)                                         |              | 6,5     | |
| 222 05 (j)    | 6,5 cm Geb. K. 222 (j)     | in D 50/4 keine Angabe (Canon de 65 mm de montagne modèle 1906)                                                    |              | 6,5     | entspricht der 6,5 cm Geb. K. 221 (f) |
| 228 05 (b)    | 7,5 cm Geb. K. 228 (b)     | Canon de 75 modèle 1934 (Bofors 75-mm Modell-1934)                                                                 |              | 7,5     | Seitenrichtung durch Verschieben der Lafette auf der Achse |
| 231 05 (f)    | 7,5 cm F. K. 231 (f)       | Canon de 75 mm Mle 1897 (Canon de 75 mm Mle 1897)                                                                  |              | 7,5     | wird auch auf LKW verlastet |
| 232 05 (f)    | 7,5 cm K. 232 (f)          | Canon de 75 modèle 97/33 (Canon de 75 mm Mle 1897)                                                                 |              | 7,5     | |
| 233 05 (b)    | 7,5 cm F. K. 233 (b)       | Canon de 75 GP I (Canon de 75 mle GP1)                                                                             | Bilderwunsch | 7,5     | Rohr der 7,5 cm F K 235 (b) wurde auf 35 Kaliber verlängert und auf die Lafette der le. F. H. 16 gelegt |
| 234 05 (b)    | 7,5 cm F. K. 234 (b)       | Canon de 75 Mle PG II (Canon de 75 Mle 16 GP II)                                                                   |              | 7,5     | für Pferdezug werde Holzräder verwendet |
| 235 05 (b)    | 7,5 cm F. K. 235 (b)       | Canon de 75 Mle TR (Canon de 75 Mle 06 TR)                                                                         |              | 7,5     | zur Vergrößerung des Höhenrichtfeldes ist die Lafette knickbar |
| 236 05 (b)    | 7,5 cm F. K. 236 (b)       | Canon de 75 Mle GP III (7,7-cm-Feldkanone 16)                                                                      |              | 7,5     | für Pferdezug werden Holzräder mit Eisenreifen verwendet, Geschütz ähnelt der F. K. 16 nA |
| 237 05 (f)    | 7,5 cm Geb. K. 237 (f)     | Canon de 75 M (montagne) modèle 1919 Schneider (Canon de 75 M (montagne) modele 1919 Schneider)                    |              | 7,5     | |
| 237 05 (i)    | 7,5 cm F. K. 237 (i)       | Cannone da 75/27 Mod 06 (Cannone da 75/27 modello 06)                                                              |              | 7,5     | |
| 238 05 (f)    | 7,5 cm Geb. K. 238 (f)     | Canon de 75 M(montagne) modèle 1928 (Canon de 75 M (montagne) modele 1928)                                         |              | 7,5     | |
| 239 05 (j)    | 7,5 cm F. K. 239 (j)       | in D 50/4 keine Angabe ( )                                                                                         | Bilderwunsch | 7,5     | |
| 240 05 (d)    | 7,5 cm F. K. 240 (d)       | in D 50/4 keine Angabe (7,5-cm-Kanone 1903 L 30)                                                                   |              | 7,5     | Angaben sind aus Veröffentlichungen entnommen |
| 241 05 (h)    | 7,5 cm F. K. 241 (h)       | in D 50/4 keine Angabe (Stuk van 7-veld)                                                                           |              | 7,5     | Ausführung 1904 |
| 242 05 (h)    | 7,5 cm F. K. 242 (h)       | in D 50/4 keine Angabe (Stuk van 7-veld)                                                                           |              | 7,5     | Ausführung 1910 |
| 243 05 (h)    | 7,5 cm F. K. 243 (h)       | in D 50/4 keine Angabe (7,5-cm-Kanone 1903 L 30                                                                    |              | 7,5     | |
| 244 05 (i)    | 7,5 cm F. K. 244 (i)       | Cannone da 75/27 Mod 11 (Cannone da 75/27 modello 11)                                                              |              | 7,5     | |
| 245 05 (i)    | 7,5 cm le. F. K. 245 (i)   | Cannone da 75/27 Mod 12 (Cannone da 75/27 modello 12)                                                              |              | 7,5     | |
| 246 05 (n)    | 7,5 cm F. K. 246 (n)       | 7,5 cm feltkanon L/31 M/01 (7,5 cm feltkanon M/1901)                                                               |              | 7,5     | |
| 247 05 (n)    | 7,5 cm Geb. K. 247 (n)     | in D 50/4 keine Angabe (7.5 cm Gebirgskanone Model 1911)                                                           |              | 7,5     | |
| 248 05 (i)    | 7,5 cm F. K. 248 (i)       | Cannone da 75/32 Mod 37 (Cannone da 75/32 modello 37)                                                              |              | 7,5     | |
| 249 05 (j)    | 7,5 cm F. K. 249 (j)       | 75 mm ПОЪСКИ ТОПОВА M 12 (Canon de 75 mm modèle 1912 Schneider)                                                    |              | 7,5     | |
| 250 05 (r)    | 7,62 cm F. K. 250 (r)      | in D 50/4 keine Angabe (76,2-mm Feldkanone L-11)                                                                   |              | 7,62    | Geschütz ist durch Einlegen eines Kw. K.-Rohres (vermutlich 7,62 cm Kw. K. 370 (r)) auf neuentwickelte Lafette entstanden |
| 254 05 (i)    | 7,5 cm Geb. H. 254 (i)     | in D 50/4 keine Angabe (Obice da 75/18 modello 34)                                                                 |              | 7,5     | |
| 255 05 (d)    | 7,5 cm I. H. 255 (d)       | in D 50/4 keine Angabe (65-mm-Gebirgsgeschütz)                                                                     |              | 6,5     | Angaben wurden aus Veröffentlichungen entnommen |
| 255 05 (i)    | 7,5 cm le. F. H. 255 (i)   | in D 50/4 keine Angabe (Obice da 75/18 modello 35)                                                                 |              | 7,5     | |
| 259 05(i)     | 7,5 cm Geb. K. 259 (i)     | Obice da 75/13 (7,5-cm-Gebirgs- Kanone M.15)                                                                       |              | 7,5     | entspricht der deutschen Geb. K. 15 |
| 259 05(j)     | 7,5 cm Geb. K. 259 (j)     | in D 50/4 keine Angabe (7,5-cm-Gebirgs- Kanone M.15)                                                               |              | 7,5     | entspricht der deutschen Geb. K. 15 |
| 260 05 (b)    | 7,6 cm I. G. 260 (b)       | in D 50/4 keine Angabe (Canon de 76 FRC)                                                                           |              | 7,6     | |
| 261 05 (e)    | 7,62 cm F. K. 261 (e)      | in D 50/4 keine Angabe (QF 13-pounder gun)                                                                         |              | 7,62    | eisenbereifte Holzräder |
| 267 05 (g)    | 7,5 cm F. K. 267 (g)       | in D 50/4 keine Angabe (75 mm gun M1917)                                                                           |              | 7,6     | |
| 271 05 (e)    | 8,38 cm F. K. 271 (e)      | QF 18-Pr Marks I, I*, II and II* on Carriages Marks I, I*, I**, II, II P, II PA, and II R (Ordnance QF-18-Pfünder) |              | 8,38    | Lafettenunterschiede I: Federvorholer, eisenbereift I R: vollgummibereift I*: Luftvorholer, eisenbereift I* R: vollgummibereift I**: geänderte Rohrwiege, eisenbereift I** R: vollgummibereift II: Luftvorholer, eisenbereift II P: indische Ausführung II R: vollgummibereift II PA: ballonbereift, verstärkt |
| 272 05 (e)    | 8,38 cm F. K. 272 (e)      | QF 18-Pr Mark IV Gun on Marks III T, III TR, IV and IV R field carriages (Ordnance QF-18-Pfünder)                  |              | 8,38    | |
| 273 05 (e)    | 8,38 cm F. K. 273 (e)      | QF 18-Pr Mark IV Gun on Marks V and VR field carriages (Ordnance QF-18-Pfünder)                                    |              | 8,38    | |
| 280 05 (e)    | 8,76 cm F. K. 280 (e)      | QF 25-Pr Mark II on carriage 25-Pr Mark I (Ordnance QF 25-pounder)                                                 |              | 8,76    | ausgestattet mit einem Drehkranz, der unter der Lafette hängend mitgeführt wird |
| 281 05 (e)    | 8,76 cm F. K. 281 (e)      | QF 25-Pr Mark I on carriage 25/18-Pr Mark IV P (Ordnance QF 25-pounder)                                            |              | 8,76    | |
| 282 05 (e)    | 8,76 cm F. K. 282 (e)      | QF 25-Pr Mark I on carriage 25/18-Pr Mark VP (Ordnance QF 25-pounder)                                              |              | 8,76    | |
| 283 05 (j)    | 7,5 cm Geb. K. 283 (j)     | 75 mm БРАСКИХ ТОПОВА M 19 (Canon de 75 M (montagne) modele 1919 Schneider)                                         |              | 7,5     | |
| 284 05 (j)    | 7,5 cm F. K. 284 (j)       | 75 mm ПОЪСКИ ТОПОВА M7 u. 7a (Canon de 75 mm modèle 1897)                                                          |              | 7,5     | |
| 285 05 (j)    | 7,5 cm Geb. K. 285 (j)     | 75 mm БРДСКИХ ТОПОВА M 28 (7,5-cm-Gebirgs- Kanone M.15)                                                            |              | 7,5     | |
| 287 05 (g)    | 8,5 cm K. H. 287 (g)       | 85 Σ Δ ΥΠΟΔ 1927 ( )                                                                                               |              | 8,5     | |
| 288 05 (r)    | 7,62 cm F. K. 288 (r)      | 76 mm ПУШКА 1942 3ИС-3 (76-mm-Divisionskanone M1942 (SiS-3))                                                       |              | 7,62    | Weiterentwicklung der 7,62 cm F K 288/1 (r), Lafette mit Rohrholmen |
| 288/1 05 (r)  | 7,62 cm F. K. 288/1 (r)    | 76 mm ПУШКА 1941 3ИС-3 (76-mm-Divisionskanone M1942 (SiS-3))                                                       |              | 7,62    | Vorgänger der 7,62 cm F K 288/1 (r), Rohr mit Mündungsbremse |
| 289 05 (r)    | 7,62 cm I. G. 289 (r)      | in D 50/4 keine Angabe (76-mm Regimentskanone Mod. 1910/13)                                                        |              | 7,62    | Angaben wurden aus Veröffentlichungen entnommen |
| 290 05 (r)    | 7,62 cm I. K. H. 290 (r)   | 76 мм полковая пушка 1927 (76-mm Regimentskanone Mod. 1927)                                                        |              | 7,62    | |
| 291 05 (r)    | 7,62 cm Geb. K. 291 (r)    | in D 50/4 keine Angabe (76-mm Gebirgskanone Modell 1904 (Obuchow))                                                 |              | 7,62    | Angaben wurden aus Veröffentlichungen entnommen |
| 292 05 (r)    | 7,62 cm Geb. K. 292 (r)    | in D 50/4 keine Angabe (76-mm Gebirgskanone Modell 1908 (Krupp))                                                   |              | 7,62    | Angaben wurden aus Veröffentlichungen entnommen |
| 293 05 (r)    | 7,62 cm Geb. K. 293 (r)    | 76 ММ ГОРНАЯ ПУШКА 1909 (76-mm Gebirgskanone Modell 1909)                                                          |              | 7,62    | |
| 294 05 (r)    | 7,62 cm le. F. K. 294 (r)  | in D 50/4 keine Angabe (76-mm-Divisionskanone M1902)                                                               |              | 7,62    | Angaben wurden aus Veröffentlichungen entnommen |
| 295/1 05 (r)  | 7,62 cm F. K. 295/1 (r)    | 76 mm ПУШКА 02/30 (76-mm-Divisionskanone M1902/30)                                                                 |              | 7,62    | L/30 Rohr |
| 295/2 05 (r)  | 7,62 cm F. K. 295/2 (r)    | 76 mm ПУШКА 1902/30 (76-mm-Divisionskanone M1902/30)                                                               |              | 7,62    | L/40 Rohr |
| 296 05 (r)    | 7,62 cm F. K. 296 (r)      | 76 mm ПУШКА 1936 (76-mm-Divisionskanone Modell 1936 (F-22))                                                        |              | 7,62    | teilweise mit M 37 bzw. M 39 bezeichnet |
| 297 05 (r)    | 7,62 cm F. K. 297 (r)      | 76 mm ПУШКА 1939 (76-mm-Divisionskanone M1939 (USW))                                                               |              | 7,62    | mit genieteten Kastenholmen und Klappspornen |
| 297/1 05 (r)  | 7,62 cm F. K. 297/1 (r)    | 76 mm ПУШКА 1939/42 (76-mm-Divisionskanone M1939/42)                                                               |              | 7,62    | Weiterentwicklung der 7,62 cm F. K. 297 (r), Verwendung von Stahlguss, verbesserte Achsfederung |
| 298 05 (r)    | 7,62 cm F. K. 298 (r)      | 76 mm ПУШКА 1933 (76-mm-Divisionskanone M1933)                                                                     |              | 7,62    | Lafette wie bei der 12,2 cm le F. K. 388 (r) |
| 299 05 (r)    | 7,62 cm Rf. G. 299 (r)     | in D 50/4 keine Angabe (76-mm BPK-76 (rückstoßfreies Geschütz))                                                    |              | 7,62    | Angaben wurden aus Veröffentlichungen entnommen |
| 300 05 (i)    | 7,65 cm F. K. 300 (i)      | Cannone da 77/28 Mod.5/8 (8 cm Feldkanone M.5)                                                                     |              | 7,65    | |
| 300 05 (j)    | 7,65 cm F. K. 300 (j)      | 80 mm ПОЪСКИ ТОПОВА M 5/8 (8 cm Feldkanone M.5)                                                                    |              | 7,65    | |
| 301 05 (e)    | 9,4 cm Geb. H. 301 (e)     | QF 3.7 inch Mark I Howitzer on Mark I Carriage (QF 3.7-inch mountain howitzer)                                     |              | 9,4     | |
| 302 05 (e)    | 9,4 cm I. H. 302 (e)       | in D 50/4 keine Angabe (QF 3,7-inch howitzer)                                                                      |              | 9,4     | Rohr ist in zwei Teile zerlegbar |
| 303 05 (j)    | 7,65 cm F. K. 303 (j)      | 80 mm ПОЪСКИ ТОПОВА M 17 (8 cm Feldkanone M.17)                                                                    |              | 7,65    | |
| 304 05 (j)    | 7,65 cm F. K. 304 (j)      | 80 mm ПОЪСКИ ТОПОВА M 28 (8 cm kanon vz. 28)                                                                       |              | 7,65    | |
| 305 05 (r)    | 8,38 cm F. K. 305 (r)      | in D 50/4 keine Angabe (Ordnance QF-18-Pfünder)                                                                    |              | 8,38    | aus lettischen Beständen übernommen |
| 306 05 (j)    | 8 cm K. 306 (j)            | 80 mm ПОЪСКИ ТОПОВА M 39 (80 mm Kanone M 39)                                                                       |              | 8       | |
| 307 05 (r)    | 7,62 cm Geb. K. 307 (r)    | 76 ММ ГОРНАЯ ПУШКА 1938 (76-mm-Gebirgskanone M1938)                                                                |              | 7,62    | Seitenrichtung durch verschieben der Lafette auf der Achse |
| 312 05 (a)    | 7,5 cm Geb. H. 312 (a)     | 75 mm Pack Howitzer Vickers-Maxim (QF 2.95-inch mountain gun)                                                      |              | 7,5     | Angaben wurden aus Veröffentlichungen entnommen |
| 313 05 (a)    | 7,5 cm Geb. H. 313 (a)     | 75 mm Pack Howitzer M 1 (75-mm-Howitzer Pack M1)                                                                   |              | 7,5     | Angaben wurden aus Veröffentlichungen entnommen |
| 315 05 (i)    | 10 cm le. F. H. 315 (i)    | Obice da 100/17 Mod 14 (10-cm-Feldhaubitze M.14)                                                                   |              | 10      | |
| 315 05 (j)    | 10 cm l. F. H. 315 (j)     | in D 50/4 keine Angabe (10-cm-Feldhaubitze M.14)                                                                   |              | 10      | entspricht der 10 cm le. F. H. 315 (i) |
| 316 05 (j)    | 10 cm le. F. H. 316 (i)    | 100 mm ПОЪСКА ХАУБИЦА M 14/19 (Skoda houfnice vz 14)                                                               |              | 10      | |
| 316/1 05 (i)  | 10 cm Geb. H. 316/1 (i)    | Obice da 100/17 (10-cm-Gebirgshaubitze M. 16)                                                                      |              | 10      | |
| 317 05 (j)    | 10 cm le. F. H. 317 (j)    | 100 mm ПОЪСКА ХАУБИЦА M 28 (10 cm houfnice vz. 28)                                                                 |              | 10      | |
| 317/1 05 (j)  | 10 cm le. F. H. 317/1 (j)  | in D 50/4 keine Angabe (10 cm houfnice vz. 28)                                                                     | Bilderwunsch | 10      | |
| 317/2 05 (j)  | 10 cm le. F. H. 317/2 (j)  | in D 50/4 keine Angabe (10 cm houfnice vz. 28)                                                                     | Bilderwunsch | 10      | |
| 318 05 (g)    | 10 cm le. F. H. 318 (g)    | in D 50/4 keine Angabe (10-cm-Škoda-Haubitze Vz. 14/19)                                                            |              | 10      | |
| 320 05 (i)    | 10,5 cm K. 320 (i)         | Cannone da 105/32 (10,4-cm-Feldkanone M.15)                                                                        |              | 10      | |
| 321 05 (d)    | 10,5 cm K. 321 (d)         | in D 50/4 keine Angabe (Canon de 105 modèle 1930 Schneider)                                                        |              | 10      | Angaben wurden aus Veröffentlichungen entnommen |
| 321 05 (j)    | 10,5 cm K. 321 (j)         | in D 50/4 keine Angabe (Canon de 105 modèle 1930 Schneider)                                                        |              | 10      | entspricht der 10,5 cm K. 321 (d) |
| 322 05 (f)    | 10,5 cm l. Geb. H. 322 (f) | Canon court de 105 M (montagne) modèle 1919 Schneider (Canon court de 105 M (montagne) modèle 1919 Schneider)      |              | 10,5    | |
| 323 05 (f)    | 10,5 cm l. Geb. H. 323 (f) | Canon de 105 M (montagne) modèle 1928 (Canon de 105 M (montagne) modèle 1928)                                      |              | 10,5    | |
| 324 05 (f)    | 10,5 cm l. F. H. 324 (f)   | Canon de 105 court modèle 1934 Schneider (Canon de 105 court modèle 1934 Schneider)                                |              | 10,5    | |
| 325 05 (d)    | 10,5 cm le. F. H. 325 (d)  | in D 50/4 keine Angabe (Canon de 105 court modèle 1935 B)                                                          |              | 10,5    | Angaben wurden aus Veröffentlichungen entnommen |
| 325 05 (f)    | 10,5 cm l. F. H. 325 (f)   | Canon de 105 court modèle 1935 B (Canon de 105 court modèle 1935 B)                                                |              | 10,5    | |
| 326 05 (i)    | 10,5 cm le. F. H. 326 (i)  | Obice da 105/14 (Obice da 105/14)                                                                                  |              | 10,5    | |
| 327 05 (b)    | 10,5 cm l. F. H. 327 (b)   | Obusier de 105 GP (10,5-cm-leichte Feldhaubitze 16)                                                                |              | 10,5    | Geschütz ähnelt der l. F. H. 16 |
| 329 05 (j)    | 10,5 cm Geb. H. 329 (j)    | 105 mm БРАСКИХ ХАУБИЦА M 19 (Canon court de 105 M (montagne) modèle 1919 Schneider)                                |              | 10,5    | |
| dtsch. Kennr. | Abk. dtsch. Ben.           | Landesbez.nach HWA (Wikipedia-Artikel)                                                                             | Bild         | Kal. cm | Bemerkungen |
| 331 05 (f)    | 10,5 cm K. 331 (f)         | Canon de 105 Mle 1913 Schneider (Canon de 105 mle 1913 Schneider)                                                  |              | 10,5    | Seitenrichtung durch Verschieben der Lafette auf der Achse, Geschütz entspricht 10,5 cm K. 333 (b) |
| 332 05 (f)    | s 10,5 cm K. 332 (f)       | Canon de 105 L Mle 1936 Schneider (Canon de 105 L mle 1936 Schneider)                                              |              | 10,5    | |
| 333 05 (b)    | 10,5 cm K. 333 (b)         | Canon de 105 Mle 1913 Schneider (Canon de 105 mle 1913 Schneider)                                                  |              | 10,5    | Seitenrichtung durch Verschieben der Lafette auf der Achse, Geschütz entspricht 10,5 cm K. 331 (f) |
| 334 05 (h)    | 10,5 cm K. 334 (h)         | 10,5 cm Kanone 10 L/30 (Haubits m/40)                                                                              |              | 10,5    | |
| 335 05 (h)    | s. 10,5 cm K. 335 (h)      | in D 50/5 keine Angabe (Stuk van 10-veld)                                                                          |              | 10,5    | |
| 337 05 (n)    | 10,5 cm K. 337 (n)         | 10,5 cm Feltkanon L/28.8 Cock (10,5 cm posisjonskanon L/28 M/1904 Cockerill)                                       |              | 10,5    | |
| 338 05 (i)    | 10,5 cm K. 338 (i)         | Cannone da 105/28 (Canon de 105 mle 1913 Schneider)                                                                |              | 10,5    | |
| 338 05 (j)    | 10,5 cm F. K. 338 (j)      | In D 50/4 keine Angabe (Canon de 105 mle 1913 Schneider)                                                           |              | 10,5    | |
| 339 05 (j)    | 10,5 cm K. 339 (j)         | in D 50/5 keine Angabe (10,5cm hrubý kanón vz. 35)                                                                 |              | 10,5    | |
| 340 05 (g)    | 10,5 cm K. 340 (g)         | in D 50/5 keine Angabe (Canon de 105 modèle 1925/27 Schneider)                                                     |              | 10,5    | |
| dtsch. Kennr. | Abk. dtsch. Ben.           | Landesbez.nach HWA (Wikipedia-Artikel)                                                                             | Bild         | Kal. cm | Bemerkungen |
| 341/1 05 (a)  | 7,5 cm F. K. 341/1 (a)     | 75 mm Field Gun M 97 (Canon de 75 mm modèle 1897)                                                                  |              | 7,5     | Angaben wurden aus Veröffentlichungen entnommen |
| 341/2 05 (a)  | 7,5 cm F. K. 341/2 (a)     | 75 mm Field Gun M 97 A 4 (Canon de 75 mm modèle 1897)                                                              |              | 7,5     | Angaben von 341/1 gelten auch hier |
| 342/1 05 (a)  | 7,5 cm F. K. 342/1 (a)     | 75 mm Field Gun M 16 (Ordnance Department) (75 mm field gun M1916)                                                 |              | 7,5     | Angaben wurden aus Veröffentlichungen entnommen |
| 342/2 05 (a)  | 7,5 cm F. K. 342/2 (a)     | 75 mm Field Gun M 16/1 (75 mm field gun M1916)                                                                     |              | 7,5     | Angaben von 342/1 gelten auch hier |
| 343 05 (r)    | 10,5 cm Geb. H. 343 (r)    | in D 50/4 keine Angabe (Canon Court de 105 M(montagne) modele 1909 Schneider)                                      |              | 10,5    | Angaben wurden aus Veröffentlichungen entnommen |
| 344 05 (a)    | 7,5 cm F. K. 344 (a)       | 75 mm Field Gun M 17 (Bethlehem) (75 mm field gun M1917)                                                           |              | 7,5     | Angaben wurden aus Veröffentlichungen entnommen |
| 345 05 (a)    | 7,5 cm F. K. 345 (a)       | 75 mm Field Gun M 2 (75 mm field gun M1897)                                                                        |              | 7,5     | Angaben wurden aus Veröffentlichungen entnommen |
| 346 05 (a)    | 7,5 cm le. F. H. 346 (a)   | 75 mm Field Howitzer T 1 (75 mm field howitzer T1)                                                                 |              | 7,5     | Angaben wurden aus Veröffentlichungen entnommen |
| dtsch. Kennr. | Abk. dtsch. Ben.           | Landesbez.nach HWA (Wikipedia-Artikel)                                                                             | Bild         | Kal. cm | Bemerkungen |
| 352 05 (r)    | 10,7 cm K. 352 (r)         | 107 мм ПУШКА обр. 1910/30 г. (107-mm-Kanone M1910/30)                                                              |              | 10,7    | Seitenrichtung durch Verschieben der Lafette auf der Achse |
| 353 05 (r)    | s. 10,7 cm K. 353 (r)      | 107 мм КОРП ПУШКА 1940 M 60 (107-mm-Kanone M1940 (M-60))                                                           |              | 10,7    | Geschütz wurde behelfsmäßig mit Lafettenrädern der 15,2 cm s. F. K. 443 (r) ausgestattet |
| dtsch. Kennr. | Abk. dtsch. Ben.           | Landesbez.nach HWA (Wikipedia-Artikel)                                                                             | Bild         | Kal. cm | Bemerkungen |
| 360 05 (a)    | 10,5 cm le. F. H. 360 (a)  | 10,5 cm Field Howitzer T 1/Laf T 2 u T 3 M 1/Laf M 2 (10,5 cm Field Howitzer T 1)                                  |              | 10,5    | Angaben wurden aus Veröffentlichungen entnommen |
| 361 05 (e)    | 11,4 cm l. F. H. 361 (e)   | B L 4,5 inch Howitzer Mark I u I R (QF 4.5-inch howitzer)                                                          |              | 11,4    | ähnlich mit früherer deutscher 10,5 cm l. F. H. 98/09 |
| 362 05 (r)    | 11,5 cm le. F. H. 362 (r)  | 45-ЛИН (11,5 cm) АНГИЙСКАЯ ГАУБИЦА (QF 4.5-inch howitzer)                                                          |              | 11,5    | Geschütz ist mit Holzrädern und Eisenreifen ausgestattet, entspricht der 11,4 cm le. F. H. 361 (e), mit Schnelladeeinrichtung ausgestattet |
| dtsch. Kennr. | Abk. dtsch. Ben.           | Landesbez.nach HWA (Wikipedia-Artikel)                                                                             | Bild         | Kal. cm | Bemerkungen |
| 365 05 (e)    | 11,4 cm K. 365 (e)         | 4,5 inch Gun Mk I on Carriage 60 pdr Mk IV and IV P (BL 4.5-inch medium field gun)                                 |              | 11,4    | Luftvorholer hat fliegenden Kolben, Geschütz ist durch Umseelen der 12,7 cm K. 382 (e) entstanden |
| 370 05 (b)    | 12 cm K. 370 (b)           | Canon de 120 L Mle 1931 (Canon de 120mm L modèle 1931)                                                             |              | 12      | Rücklauflänge einstellbar |
| 370 05 (i)    | 12 cm K. 370 (i)           | Cannone da 120/25 (Canon de 120mm L modèle 1931)                                                                   |              | 12      | Rücklauflänge einstellbar |
| 371 05 (f)    | 12 cm K. 371 (f)           | Canon de 120 L Mle 78 et 78/16 (Canon de 120 mm L modèle 1878)                                                     |              | 12      | Rückstoß der Lafette wird durch Auflaufen der Räder auf Keile und Anbringung einer Lafettenbremse unterhalb der Lafette aufgezehrt |
| 372 05 (i)    | 12 cm K. 372 (i)           | Cannone da 120/40 (QF 4,7-inch-Schiffsgeschütz Mk I–IV)                                                            |              | 12      | |
| dtsch. Kennr. | Abk. dtsch. Ben.           | Landesbez.nach HWA (Wikipedia-Artikel)                                                                             | Bild         | Kal. cm | Bemerkungen |
| 373 05 (h)    | 12 cm le. F. H. 373 (h)    | Lichte Howitzer 12 cm L 14 (Bofors 12 cm M. 14)                                                                    | Bilderwunsch | 12      | |
| 373 05 (i)    | 12 cm K. 373 (i)           | Cannone da 120/21 ( )                                                                                              | Bilderwunsch | 12      | |
| 375 05 (n)    | 12 cm l. F. H. 375 (n)     | in D 50/4 keine Angabe (12-cm-leichte-Feldhaubitze 08)                                                             |              | 12      | |
| 376 05 (n)    | 12 cm l. F. H. 376 (n)     | in D 50/4 keine Angabe (12 cm felthaubits/m32)                                                                     |              | 12      | |
| 377 05 (j)    | 12 cm le. F. H. 377 (j)    | 120 mm ХАУБИЦА M 15 (Obusier de 120 mm mle 15TR)                                                                   |              | 12      | |
| dtsch. Kennr. | Abk. dtsch. Ben.           | Landesbez.nach HWA (Wikipedia-Artikel)                                                                             | Bild         | Kal. cm | Bemerkungen |
| 381 05 (e)    | 12,7 cm K. 381 (e)         | BL 60 Pounder Mk I–III (BL 60-pounder gun)                                                                         |              | 12,7    | neue Geschütze haben Ballonbereifung |
| 382 05 (e)    | 12,7 cm K. 382 (e)         | BL 60 Pounder Mk IV u IV R (BL 60-pounder gun)                                                                     |              | 12,7    | neue Geschütze haben Ballonbereifung |
| dtsch. Kennr. | Abk. dtsch. Ben.           | Landesbez.nach HWA (Wikipedia-Artikel)                                                                             | Bild         | Kal. cm | Bemerkungen |
| 385 05 (r)    | 12 cm le. F. H. 385 (r)    | in D 50/4 keine Angabe (122-mm-Haubitze M1902)                                                                     |              | 12      | von Putilow als Mod 04 nachgebaut |
| 386 05 (r)    | 12,2 cm le. F. H. 386 (r)  | 122 мм гаубица 1909/37 (122-mm-Haubitze M1909/37)                                                                  |              | 12,2    | |
| 387 05 (r)    | 12 cm le. F. H. 387 (r)    | in D 50/4 keine Angabe (122-mm-Haubitze M1910)                                                                     |              | 12,2    | auch als M 12 und M 14 beliefert |
| 388 05 (r)    | 12,2 cm le. F. H. 388 (r)  | 122 мм гаубица 1910/30 (122-mm-Haubitze M1910/30)                                                                  |              | 12,2    | Seitenrichtung durch Verschieben der Lafette auf der Achse |
| dtsch. Kennr. | Abk. dtsch. Ben.           | Landesbez.nach HWA (Wikipedia-Artikel)                                                                             | Bild         | Kal. cm | Bemerkungen |
| 390/1 05 (r)  | 12,2 cm K. 390/1 (r)       | 122 мм ПУШКА обр. 1931 г. (122-mm-Kanone M1931 (A-19))                                                             |              | 12,2    | Lafette ähnlich der der 15,2 cm K H 433/1 (r) |
| 390/2 05 (r)  | 12,2 cm K. 390/2 (r)       | 122 мм ПУШКА обр. 1931/37 гг. (122-mm-Kanone M1931/37 (A-19))                                                      |              | 12,2    | |
| 392 05 (a)    | 12 cm K. 392 (a)           | 12 cm (4,7") Gun M 06 (4.7-inch gun M1906)                                                                         |              | 12,2    | Angaben wurden aus Veröffentlichungen entnommen |
| dtsch. Kennr. | Abk. dtsch. Ben.           | Landesbez.nach HWA (Wikipedia-Artikel)                                                                             | Bild         | Kal. cm | Bemerkungen |
| 393 05 (r)    | 12 cm Kst. K. 393 (j)      | in D 50/6 keine Angabe (120-mm-L/45-Kanone M1892)                                                                  |              | 12      | Angaben wurden aus Veröffentlichungen entnommen |
| dtsch. Kennr. | Abk. dtsch. Ben.           | Landesbez.nach HWA (Wikipedia-Artikel)                                                                             | Bild         | Kal. cm | Bemerkungen |
| 396 05 (r)    | 12,2 cm s. F. H. 396 (r)   | 122 мм ГАУБИЦЫ 38 (122-mm-Haubitze M1938 (M-30))                                                                   |              | 12,2    | |
| 397 05 (a)    | 12,7 cm K. 397 (a)         | 12 cm (5") Gun M 18 (5-inch gun M1918)                                                                             |              | 12,7    | 200 Stück vorhanden, Angaben wurden aus Veröffentlichungen entnommen |
| 400 05 (i)    | 15 cm s. F. H. 400 (i)     | Obice da 149/12 Modello 14 (15-cm-Feldhaubitze M.14)                                                               |              | 15      | |
| 400/1 05 (i)  | 15 cm s. F. H. 400/1 (i)   | Obice da 149/12 Modello 14 Modificato (Obice da 149/13)                                                            |              | 15      | |
| 401 05 (i)    | 15 cm s. F. H. 401 (i)     | Obice da 149/13 (15-cm-Feldhaubitze M.14)                                                                          |              | 15      | |
| 401 05 (j)    | 15 cm s. F. H. 401 (j)     | in D 50/5 keine Angabe (15-cm-Feldhaubitze M.14)                                                                   |              | 15      | |
| 402 05 (i)    | 15 cm s. F. H. 402 (i)     | Obice da 149/12 Modello 18 (Obice da 149/12)                                                                       |              | 15      | |
| 402/1 05 (i)  | 15 cm s. F. H. 402/1 (i)   | Obice da 149/12 Modello 18 Modificato (Obice da 149/12)                                                            |              | 15      | |
| 402 05 (j)    | 15 cm s. F. H. 402 (j)     | in D 50/5 keine Angabe (150-mm Skoda K1)                                                                           |              | 15      | |
| 403 05 (i)    | 15 cm K. 403 (i)           | Cannone da 149/35 S (Cannone da 149/35 Schneider)                                                                  | Bilderwunsch | 15      | |
| 403 05 (j)    | 15 cm K. 403 (j)           | in D 50/5 keine Angabe (Skoda 149 mm Model 1928)                                                                   |              | 15      | |
| 404 05 (i)    | 15 cm s. F. H. 404 (i)     | Obice da 149/19 Modello 37 (Obice da 149/19 modello 37)                                                            |              | 15      | |
| 404 05 (j)    | 15 cm K. 404 (j)           | in D 50/5 keine Angabe (Skoda 149 mm Model M.15 1928)                                                              | Bilderwunsch | 15      | |
| 405 05 (f)    | 14,5 cm K. 405 (f)         | Canon de 145 L Mle 1916 St Chamond (Canon de 145 L modele 1916 Saint-Chamond)                                      |              | 14,5    | ausgeschossene Rohre wurden auf 15,5 cm aufgebohrt (siehe 15,5 cm K. 420 (f)) |
| 406 05 (h)    | 15 cm s. F. H. 406 (h)     | in D 50/5 keine Angabe (15-cm-schwere Feldhaubitze 13)                                                             |              | 15      | Deutsche s. F. H. 13 |
| 406 05 (i)    | 15 cm K. 406 (i)           | Cannone da 149/35 A (Cannone da 149/35 A)                                                                          |              | 15      | |
| 407 05 (h)    | 15,2 cm s. F. H. 407 (h)   | in D 50/5 keine Angabe (BL 6-inch 26 cwt howitzer)                                                                 |              | 15,2    | entspricht der 15,2 cm s. F. H. 412 (e) |
| 408 05 (i)    | 15 cm K. 408 (i)           | Cannone da 149/40 Modello 35 (Cannone da 149/40 modello 35)                                                        |              | 15      | |
| 409 05 (b)    | 15 cm s. F. H. 409 (b)     | Obusier de 150 L/17 (15-cm-schwere Feldhaubitze 13)                                                                |              | 15      | Deutsche s. F. H. 13 |
| 409 05 (i)    | 15 cm K. 409 (i)           | Cannone da 149/35 (Cannone da 149/35)                                                                              |              | 15      | |
| 410 05 (b)    | 15,2 cm s. F. H. 410 (b)   | Obusier de 6" (BL 6-inch 26 cwt howitzer)                                                                          |              | 15      | Deutsche s. F. H. 13 |
| 410 05 (i)    | 15,2 cm K. 410 (i)         | Cannone da 152/37 (15-cm-Autokanone M.15/16)                                                                       |              | 15      | |
| 411 05 (e)    | 15,2 cm s. F. H. 411 (e)   | 6 inch Howitzer ( )                                                                                                |              | 15,2    | Sporne sind fest, kein Ausgleicher |
| 411 05 (i)    | 15,2 cm K. 411 (i)         | Cannone da 152/45 Modello 1911 (Cannone da 152/45)                                                                 |              | 15,2    | |
| 412 05 (b)    | 15,2 cm s. F. H. 412 (b)   | in D 50/5 keine Angabe (BL 6-inch 26 cwt howitzer)                                                                 |              | 15      | entspricht 15,2 cm s. F. H. 412 (e) |
| 412 05 (e)    | 15,2 cm s. F. H. 412 (e)   | B L 6 inch Howitzer Mk I u IR (BL 6-inch 26 cwt howitzer)                                                          |              | 15      | dasselbe Geschütz wie 15,2 cm s. F. H. 407 (h) und 15,2 cm s. F. H. 410 (b) |
| 412 05 (f)    | 15,2 cm s. F. H. 412 (f)   | in D 50/5 keine Angabe (BL 6-inch 26 cwt howitzer)                                                                 |              | 15      | entspricht 15,2 cm s. F. H. 412 (e) |
| 412 05 (i)    | 15,2 cm s. F. H. 412 (i)   | Obice da 152/13 (BL 6-inch 26 cwt howitzer)                                                                        |              | 15      | entspricht 15,2 cm s. F. H. 412 (e) |
| 413 05 (b)    | 15,5 cm s. F. H. 413 (b)   | Obusier de 155 (Canon de 155 C modèle 1917 S)                                                                      |              | 15,5    | Seitenrichtung durch Verschieben der Lafette auf der Achse, entspricht der 15,5 cm s. F. H. 414 (f) |
| 414 05 (f)    | 15,5 cm s. F. H. 414 (f)   | Canon de 155 C Mle 1917 Schneider (Canon de 155 C modèle 1917 S)                                                   |              | 15,5    | Seitenrichtung durch Verschieben der Lafette auf der Achse, entspricht der 15,5 cm s. F. H. 413 (b) |
| 414 05 (g)    | 15,5 cm s. F. H. 414 (g)   | in D 50/5 keine Angabe (Canon de 155 C modèle 1917 S)                                                              |              | 15,5    | entspricht der 15,5 cm s. F. H. 414 (f) |
| 414 05 (i)    | 15,5 cm s. F. H. 414 (i)   | Obice da 155/14 (Canon de 155 C modèle 1917 S)                                                                     |              | 15,5    | entspricht der 15,5 cm s. F. H. 414 (f) |
| 415 05 (f)    | 15,5 cm s. F. H. 415 (f)   | Canon de 155 C Mle 15 St. Chamond (Canon de 155 mm C modèle 1915 Saint-Chamond)                                    |              | 15,5    | |
| 416 05 (f)    | 15,5 cm K. 416 (f)         | Canon de 155 L Mle 1917 Schneider (Canon de 155 L Modele 1917 Schneider)                                           |              | 15,5    | Geschütz entspricht der 15,5 cm K. 431 (b) |
| 417 05 (f)    | 15,5 cm K. 417 (f)         | Canon de 155 GPF-CA (Grand puissance Filloux) (Canon de 155 mm GPF)                                                |              | 15,5    | CA = Chambre allongée = verlängerter Ladungsraum |
| 418 05 (f)    | 15,5 cm K. 418 (f)         | Canon de 155 GPF (Canon de 155 mm GPF)                                                                             |              | 15,5    | |
| 419 05 (f)    | 15,5 cm K. 419 (f)         | Canon de 155 GPF-T (Grand puissance Filloux-Touzzard) (Canon de 155 mm GPF)                                        |              | 15,5    | |
| 420 05 (f)    | 15,5 cm K. 420 (f)         | Canon de 155 L Mle 16 St Chamond (Canon de 155 L modèle 1916 Saint-Chamond)                                        |              | 15,5    | |
| 421 05 (f)    | 15,5 cm K. 421 (f)         | Canon de 155 L Mle 77 Schneider (Canon de 155 mm L modèle 1877)                                                    |              | 15,5    | |
| 422 05 (f)    | 15,5 cm K. 422 (f)         | Canon de 155 L Mle 1877–/14 Schneider (Canon de 155 L modèle 1877/14 Schneider)                                    |              | 15,5    | |
| 424 05 (f)    | 15,5 cm K. 424 (f)         | Canon de 155 L Mle 32 Schneider (Canon de 155 mm L mle 1932)                                                       |              | 15,5    | |
| 425 05 (f)    | 15,5 cm K. 425 (f)         | Canon de 155 L Mle 1918 Schneider (Canon de 155 L modèle 1918 Schneider)                                           |              | 15,5    | |
| 427/1 05 (j)  | 15,5 cm s. F. H. 427/1 (j) | in D 50/5 keine Angabe (Canon de 155 C modèle 1917 Schneider)                                                      |              | 15,5    | |
| 427/2 05 (j)  | 15,5 cm s. F. H. 427/2 (j) | in D 50/5 keine Angabe (Canon de 155 C modèle 1915 Schneider)                                                      |              | 15,5    | |
| 429 05 (b)    | 15 cm K. 429 (b)           | Canon de 150 L/43 (15-cm-Kanone 16)                                                                                |              | 15      | |
| 431 05 (b)    | 15,5 cm K. 431 (b)         | Canon de 155 L Mle 1917 Schneider (Canon de 155 L modèle 1917 Schneider)                                           |              | 15,5    | Geschütz entspricht 15,5 cm K. 416 (f) |
| 432 05 (b)    | 15,5 cm K. 432 (b)         | Canone de 155 L Mle 1924 (Canone de 155 L modèle 1924                                                              | <            | 15,5    | mit Schnelladeeinrichtung ausgestattet |
| 433/1 05 (r)  | 15,2 cm K. 433/1 (r)       | 152 мм гаубица-пушка обр. 1937 г. (152-mm-Kanonenhaubitze M1937 (ML-20))                                           |              | 15,2    | |
| 433/2 05 (r)  | 15,2 cm K. 433/1 (r)       | 152 мм пушка обр. 1910/34 г. (152-mm-Kanone M1910/34)                                                              |              | 15,2    | |
| 433/3 05 (r)  | 15,2 cm F. H. 433/3 (r)    | in D 50/5 keine Angabe (152-mm-Kanone M1910/37)                                                                    |              | 15,2    | |
| 436 05 (e)    | 15,2 cm K. 436 (e)         | BL 6 inch Gun Mk VIII (BL 6 inch Gun Mk VIII)                                                                      |              | 15,2    | |
| 437 05 (e)    | 15,2 cm K. 437 (e)         | 6 inch Gun 30 (BL 6-inch 30 cwt howitzer)                                                                          |              | 15,2    | |
| 438 05 (r)    | 15,2 cm K. 438 (r)         | 152 мм пушка образца 1910/30 годов (152-mm-Kanone M1910/30)                                                        | Bilderwunsch | 15,2    | |
| 443 05 (r)    | 15,2 cm s. .F H. 443 (r)   | 152 мм ГАУБИЦЫ 1938 (152-mm-Haubitze M1938 (M-10))                                                                 |              | 15,2    | |
| 445 05 (r)    | 15,2 cm s. F. H. 445 (r)   | 152 мм ГАУБИЦЫ 1909/30 (152-mm-Haubitze M1909/30)                                                                  |              | 15,2    | |
| dtsch. Kennr. | Abk. dtsch. Ben.           | Landesbez.nach HWA (Wikipedia-Artikel)                                                                             | Bild         | Kal. cm | Bemerkungen |
| 456 05 (r)    | 15,2 cm Kst. K. 456 (r)    | in D 50/6 keine Angabe (152-mm-L/45-Kanone M1892)                                                                  |              | 15,2    | Angaben wurden aus Veröffentlichungen entnommen |
| dtsch. Kennr. | Abk. dtsch. Ben.           | Landesbez.nach HWA (Wikipedia-Artikel)                                                                             | Bild         | Kal. cm | Bemerkungen |
| 481 05 (a)    | 15,2 cm s. K. 481 (a)      | 152,4 mm (6") Field Gun M 17 Mk VIII a (152,4 mm Field Gun M 17                                                    |              | 15,2    | Angaben wurden aus Veröffentlichungen entnommen |
| 485 05 (f)    | 19,4 cm K. 485 (f) Sfl     | Canon de 194 Mle GPF sur chenilles (Canon de 194 mm GPF)                                                           |              | 19,4    | |
| 487 05 (a)    | 15,5 cm s. K. 487 (a)      | 155 mm Field Gun M 18 (M 18 M 1), Filloux (155 mm Field Gun M 18)                                                  |              | 15,5    | auch auf Christie Raupenlafette, Angaben wurden aus Veröffentlichungen entnommen |
| 488 05 (a)    | 15,5 cm s. K. 488 (a)      | 155 mm Field Gun M T 2 (155 mm Field Gun M T2)                                                                     |              | 15,5    | Einheitslafette mit 20,3 cm Mrs 20 T 2, Angaben wurden aus Veröffentlichungen entnommen |
| 489 05 (a)    | 15,5 cm s. K. 489 (a)      | 155 mm Field Gun M T 4 (155 mm Field Gun M T4)                                                                     |              | 15,5    | Einführung fraglich, Angaben wurden aus Veröffentlichungen entnommen |
| 492 05 (a)    | 15,5 cm s. F. H. 492 (a)   | 155 mm Field Howitzer M18 (Schneider M17) (Canon de 155 C modèle 1917 S)                                           |              | 15,5    | Angaben wurden aus Veröffentlichungen entnommen |
| 493 05 (a)    | 15,5 cm s. F. H. 493 (a)   | 155 mm Field Howitzer M T 1 (4.7-inch gun M1906)                                                                   |              | 15,5    | Angaben wurden aus Veröffentlichungen entnommen |
| 501 05 (e)    | 20,3 cm s. H. 501 (e)      | 8 inch Howitzer 17 Mk I–XIX (BL 8-inch-Haubitze Mk VII)                                                            |              | 20,3    | Geschütz ist in mehreren Ausführungen vorhanden, Abweichungen nur in den Abmessungen der Rohre |
| 503 05 (r)    | 20,3 cm H. 503 (r) L/22    | 152 мм ГАУБИЦЫ 1931 г. (203-mm-Haubitze M1931 (B-4))                                                               |              | 20,3    | |
| 503/1 05 (r)  | 20,3 cm H. 503/1 (r) L/22  | 152 мм ГАУБИЦЫ 1931 г. (203-mm-Haubitze M1931 (B-4))                                                               |              | 20,3    | |
| 503/2 05 (r)  | 20,3 cm H. 503/2 (r) L/22  | 152 мм ГАУБИЦЫ 1931 г. (203-mm-Haubitze M1931 (B-4))                                                               |              | 20,3    | |
| 503/3 05 (r)  | 20,3 cm H. 503/3 (r) L/25  | 152 мм ГАУБИЦЫ 1931 г. (203-mm-Haubitze M1931 (B-4))                                                               |              | 20,3    | |
| 503/4 05 (r)  | 20,3 cm H. 503/4 (r) L/25  | 152 мм ГАУБИЦЫ 1931 г. (203-mm-Haubitze M1931 (B-4))                                                               |              | 20,3    | |
| 503/5 05 (r)  | 20,3 cm H. 503/5 (r) L/25  | 152 мм ГАУБИЦЫ 1931 г. (203-mm-Haubitze M1931 (B-4))                                                               |              | 20,3    | |
| 519 05 (i)    | 21 cm Mrs. 519 (i)         | Mortaio da 210/8 (Mortaio da 210/8 D.S.)                                                                           |              | 21      | |
| 520 05 (i)    | 21 cm H. 520 (i)           | Obice da 210/22 Modello 35 (Obice da 210/22 modello 35)                                                            |              | 21      | |
| 522 05 (a)    | 17,8 cm s. K. 522 (a)      | 178 mm (7" Gun) (7-inch/44-caliber gun)                                                                            |              | 17,8    | Rohr von Marine, Angaben wurden aus Veröffentlichungen entnommen |
| 523/1 05 (a)  | 20,3 cm Mrs. 523/1 (a)     | 203 mm (8") Field Howitzer M 17 (Mark VI) (BL 8-inch-Haubitze                                                      |              | 20,3    | 160 Stück von verschiedenen 20,3 cm Mörsern vorhanden, Angaben wurden aus Veröffentlichungen entnommen |
| 523/2 05 (a)  | 20,3 cm Mrs. 523/2 (a)     | 203 mm (8") Field Howitzer M 17 (Mark VII) (BL 8-inch-Haubitze)                                                    |              | 20,3    | 160 Stück von verschiedenen 20,3 cm Mörsern vorhanden, Angaben wurden aus Veröffentlichungen entnommen |
| 524 05 (a)    | 20,3 cm Mrs. 524 (a)       | 203 mm (8") Field Howitzer M 18 (203 mm Field Howitzer M18)                                                        | Bilderwunsch | 20,3    | Nachbildung der englischen Haubitze 17, 160 Stück von verschiedenen 20,3 cm Mörsern vorhanden, Angaben wurden aus Veröffentlichungen entnommen |
| 527 05 (a)    | 20,3 cm Mrs. 527 (a)       | 203 mm (8") Field Howitzer M (20) T 2 (8-inch-Howitzer M1, M2 und M115)                                            |              | 20,3    | 160 Stück von verschiedenen 20,3 cm Mörsern vorhanden, Angaben wurden aus Veröffentlichungen entnommen |
| 530 05 (b)    | 22 cm Mrs. 530 (b)         | Mortier de 220 TR Mle 1916 Schneider (220 mm TR mle 1915/1916)                                                     |              | 22      | Geschütz entspricht 22 cm Mrs. 531 (f) |
| 531 05 (f)    | 22 cm Mrs. 531 (f)         | Mortier de 220 Mle 1916 Schneider (220 mm TR mle 1915/1916)                                                        |              | 22      | Geschütz entspricht 22 cm Mrs. 530 (b) |
| 532 05 (f)    | 22 cm K. 532 (f)           | Canon de 220 L Mle 1917 Schneider (Canon de 220 L mle 1917)                                                        |              | 22      | |
| 538 05 (j)    | 22 cm Mrs. 538 (j)         | in D 50/5 keine Angabe (220 mm mozdierz wz. 32)                                                                    |              | 22      | |
| dtsch. Kennr. | Abk. dtsch. Ben.           | Landesbez.nach HWA (Wikipedia-Artikel)                                                                             | Bild         | Kal. cm | Bemerkungen |
| 545/1 05 (b)  | 23,4 cm H. 545/1 (b)       | in D 50/6 keine Angabe (BL 9.2-inch howitzer Mk. I)                                                                |              | 23,4    | Geschütz entspricht 23,4 cm H. 546 (e) |
| 545/2 05 (b)  | 23,4 cm H. 545/2 (b)       | in D 50/6 keine Angabe (BL 9.2-inch howitzer Mk. II)                                                               |              | 23,4    | Geschütz entspricht 23,4 cm H. 546 (e) |
| 546 05 (e)    | 23,4 cm H. 546 (e)         | 9,2 inch Howitzer Mk I–III (BL 9.2-inch howitzer)                                                                  |              | 23,4    | Geschütz entspricht 23,4 cm H. 545 (b) |
| 546/1 05 (a)  | 23,4 cm H. 546/1 (a)       | 9,2 inch Howitzer Mk I (BL 9.2-inch howitzer)                                                                      |              | 23,4    | Geschütz entspricht 23,4 cm H. 545 (b) |
| 546/2 05 (a)  | 23,4 cm H. 546/2 (a)       | 9,2 inch Howitzer Mk II (BL 9.2-inch howitzer)                                                                     |              | 23,4    | Geschütz entspricht 23,4 cm H. 545 (b) |
| 548 05 (r)    | 23,4 cm H. 548 (r)         | in D 50/6 keine Angabe (BL 9.2-inch howitzer)                                                                      |              | 23,4    | |
| 550/1 05 (a)  | 23,4 cm s H. 550/1 (a)     | 234 mm (9,2") Howitzer M 17 (Mark I) (BL 9.2-inch howitzer)                                                        |              | 23,4    | Angaben wurden aus Veröffentlichungen entnommen |
| 550/2 05 (a)  | 23,4 cm s H. 550/2 (a)     | 234 mm (9,2") Howitzer M 17 (Mark II) (BL 9.2-inch howitzer)                                                       |              | 23,4    | Angaben wurden aus Veröffentlichungen entnommen |
| 556 05 (f)    | 24 cm K. 556 (f)           | Canon de 240 L Mle 84/17 St. Chamond (Canon de 240 mm modèle 1884)                                                 |              | 24      | |
| 559 05 (r)    | 24 cm K. 559 (r)           | in D 50/6 keine Angabe ( )                                                                                         | Bilderwunsch | 24      | Wagen haben Doppelräder: innen Eisenbahnräder, außen gummibereifte Räder, Angaben wurden aus Veröffentlichungen entnommen |
| 561 05 (a)    | 24 cm s. H. 561 (a)        | 240 mm Howitzer M18 (Schneider) (240-mm-Howitzer M1)                                                               |              | 24      | 320 Stück vorhanden, Angaben wurden aus Veröffentlichungen entnommen |
| 564 05 (r)    | 24 cm H. 564 (r)           | in D 50/6 keine Angabe ( )                                                                                         | Bilderwunsch | 24      | Angaben wurden aus Veröffentlichungen entnommen |
| 582 05 (i)    | 26 cm Mrs. 582 (i)         | Mortaio da 260/9 Modello 16 (Mortaio da 260/9 modello 16)                                                          |              | 26      | |
| 585 05 (f)    | 27 cm Kst. Mrs. 585 (f)    | Mortier de côte de 270 (Mortier de 270 modèle 1889)                                                                |              | 27      | Angaben wurden aus Veröffentlichungen entnommen |
| 601 05 (f)    | 28 cm Mrs. 601 (f)         | Mortier de 280, Modèle 14/16 Schneider (Mortier de 280 modèle 14/16)                                               |              | 28      | Angaben wurden aus Veröffentlichungen entnommen |
| 602 05 (f)    | 28 cm Mrs. 602 (f) Sfl     | Mortier de 280 sur chenilles (Mortier de 280 modèle 14/16)                                                         |              | 28      | Rohr und Rohrwiege des 28 cm Mrs 601 (f) wurde auf geänderte Lafette der 19,4 cm K. 485 (f) gelegt |
| 607 05 (r)    | 28 cm H. 607 (r)           | in D 50/6 keine Angabe (Mortier de 280 modèle 14/16)                                                               |              | 28      | Angaben wurden aus Veröffentlichungen entnommen |
| 622 05 (r)    | 30,5 cm H. 622 (r)         | in D 50/6 keine Angabe ( )                                                                                         | Bilderwunsch | 30,5    | Angaben wurden aus Veröffentlichungen entnommen |
| 623 05 (r)    | 30,5 cm H. 623 (r)         | in D 50/6 keine Angabe (305-mm-Haubitze M1939 (Br-18))                                                             |              | 30,5    | 1 Stück geliefert im August 1940, Angaben wurden aus Veröffentlichungen entnommen |
| 624 05 (i)    | 30,5 cm H. 624 (i)         | Obice da 305/17 (Obice da 305/17)                                                                                  |              | 30,5    | |
| 631 05 (e)    | 30,5 cm s. H. 631 (e)      | 12 inch Howitzer 17 Vickers (BL 12-inch howitzer)                                                                  |              | 30,5    | Geschütz entspricht 30,5 cm H 632 (b) |
| 632 05 (b)    | 30,5 cm H 632 (b)          | in D 50/6 keine Angabe (BL 12-inch howitzer)                                                                       |              | 30,5    | Geschütz entspricht 30,5 cm s H 631 (e) |
| 638 05 (j)    | 30,5 cm Mrs. 638 (j)       | in D 50/6 keine Angabe (30,5-cm-M.11-Mörser)                                                                       |              | 30,5    | |
| 639 05 (j)    | 30,5 cm Mrs. 639 (j)       | in D 50/6 keine Angabe (30,5-cm-M.11/30-Mörser)                                                                    |              | 30,5    | |
| 640 05 (i)    | 30,5 cm Mrs. 640 (i)       | Mortaio da 305/8 Modello 1911/16 (30,5-cm-M.11-Mörser)                                                             |              | 30,5    | |
| 641 05 (i)    | 30,5 cm Mrs. 641 (i)       | Mortaio da 305/10 (30,5-cm-M.11-Mörser)                                                                            |              | 30,5    | |
| 710 05 (f)    | 37 cm Mrs. 710 (f)         | Mortier de 370, Modèle 1915 (Filloux) (Mortier de 370 modèle 1914 Filloux)                                         |              | 37      | |
| 721 05 (i)    | 38 cm s. H. 721 (i)        | Obice da 380/15 (38-cm-Belagerungshaubitze M.16)                                                                   |              | 38      | |
| 731 05 (e)    | 38,1 cm s. H. 731 (e)      | 15 inch Howitzer (BL 15-inch howitzer)                                                                             |              | 38      | |
| 771 05 (i)    | 42 cm s. H. 771 (i)        | Obice da 420/12 (Küstenhaubitze 42 cm)                                                                             |              | 42      | |

- Kennblattbeispiel zu
D 50/4 Nr 216 05 (i)
- Kennblattbeispiel zu
D 50/4 Nr 361 05 (e)
- Kennblattbeispiel zu
D 50/5 Nr 370 05 (b)
- Kennblattbeispiel zu
D 50/5 Nr 402 05 (j)
- Kennblattbeispiel zu
D 50/5 Nr 531 05 (f)
- Kennblattbeispiel zu
D 50/6 Nr 548 05 (r)
- Kennblattbeispiel zu
D 50/6 Nr 601 05 (f)
- Kennblattbeispiel zu
D 50/6 Nr 731 05 (e)